# Сеј Рамић
Сеј Рамић (Босански Петровац, 1961 – Бихаћ, 13. март 2024) био је босанскохерцеговачки ликовни стваралац, ликовни педагог и политичар.

## Животопис
Сеј Рамић је рођен 1961. године у Петровцу. Родом је од Рамића који живе на граници Петровца и Ревеника, у насељу Бахићи. Мајка Исмета такође је Петровчанка. Отац Омер био је професор физичког васпитања у Гимназији „Радивој Родић“ у Петровцу.
Сеј је прве године живота провео у Петровцу. Године 1964. пресељава у Сарајево, гдје му отац добива посао, прво у Основној школи „Славиша Вајнер Чича“ (данас Основна школа „Исак Самоковлија“), а потом у Другој гимназији „Огњен Прица“, те у Републичком просвјетно-педагошком заводу у Сарајеву. У Сарајеву је Сеј кренуо у основну школу. Године 1972. умире му мајка, па отац Омер, са двоје малољетне дјеце, прелази у Бихаћ, гдје се запошљава, прво у Скупштини општине Бихаћ, а потом у Просвјетно-педагошком заводу у Бихаћу. Сеј наставља школовање, и у Бихаћу завршава основну школу. У овом граду похађао је и гимназију, коју је завршио 1979. године. Исте године отац му одлази у инвалидску пензију. Након завршене гимназије, Сеј уписује Академију ликовних умјетности у Сарајеву, коју завршава 1983. године, у класи професора Сеида Хасанефендића Трабзона.
Од 1994. године био је запослен у бихаћкој гимназији. Бивши је резервни официр ЈНА (до 1992. године).
Био је познат као предводник протеста на којима се захтијева да се престане са довођењем миграната у Бихаћ.

## Културно-педагошки рад
Дар за сликарство показао је још за вријеме школовања. Академију ликовних умјетности завршио је 1983. године, а прве самосталне изложбе имао је у Сарајеву у периоду од 1981. до 1983. године. Главна тематика његовог ликовног рада јесу фигуре, првенствено портрети, али често слика и пејзаже и ентеријере. Специфичан је по сликању пејзажа са ликовима који се интегришу у природу. Слика различитим техникама. Дипломирао је на графици, а од техника највише воли пастел, цртеж и уљане боје. Слике су му углавном везане за мотиве и људе из Бихаћа и Петровца. Учесник је великог броја ликовних колонија. Поред Сарајева излагао је и у родном Петровцу, у Бихаћу и Загребу.
Поред сликарства, Сеј Рамић се бавио и педагошким радом. Од 1994. године био је запослен у бихаћкој гимназији као професор ликовне културе.

## Политичка активност
Сеј Рамић је био активан у политичком животу Бихаћа. Као кандидат ПОМАК-а (Покрета за модерну и активну Крајину) изабран је за вјећника у Градском вијећу Града Бихаћа. Из ПОМАК-а је иступио 2019. године. Био је кандидат за градоначелника Бихаћа, а од политичких противника је оптуживан да је симпатизер Аутономне покрајине Западна Босна. Познат је по својим сумњама и критичким ставовима када се ради о мјерама за спречавање ширења вируса корона, као и по противљењу довођењу миграната у Бихаћ.

## Лични и породични живот
Сеј Рамић је био ожењен и имао је сина Ендија и ћерку Зелду. Умро је у Бихаћу, 13. марта 2024. године. Сахрањен је на Шарића мезарју, у бихаћком насељу Прекоуње, 16. марта 2024.